# Chlorita lanceolata
Chlorita lanceolata är en insektsart som beskrevs av Dlabola 1980. Chlorita lanceolata ingår i släktet Chlorita och familjen dvärgstritar.
Artens utbredningsområde är Spanien. Inga underarter finns listade i Catalogue of Life.